# Korita (Mljet)
Korita (tal. Coritti,  Gorrita ili Corrita) su naselje na otoku Mljetu, na njegovom istočnom kraju. 

## Povijest
S obzirom na to da je naselje Žare bilo izloženo pogledu s mora, a uokolo nije bilo pogodnog mjesta za obranu, stanovnici Žare ubrzo sele par kilometara zapadnije u prirodnu udolinu između brda Planjaka i okolnih brda. Naselje odmah dobiva ime Korita, koje je sačuvano do danas. Dokaz da su naselje naselili Žarani vidi se iz Lamente Mljetske kancelarije iz 1474. godine, u kojoj se Žarani tuže na razne ljude koji im prave štetu u njihovom selu Korita, dok sebe u istom trenutku još uvijek nazivaju ljudima iz Žare. Drugi primjer da nije bilo razlike između ljudi iz naselja Žare i Korita je iz 1502. godine kad otočna univerzija donosi zaključak da se izaberu dva čovjeka za ubiranje nekih davanja. Tada zbor iz Babinog Polja i Blata bira svog čovjeka, a zbor Korićana svog izabranika označuje kao "čovjeka iz Žare".
Tijekom 17. i 18. stoljeća Korita se razvijaju u lijepo poluurbano naselje. U to vrijeme, a posebno poslije katastrofalnog potresa u Dubrovniku 1667. godine, u Korita se doseljava pet uglednih dubrovačkih gradskih obitelji, koje u mjestu grade lijepe kamene kuće, nalik na one u Dubrovniku. U isto vrijeme, dubrovačke klarise imaju svoju kuću u Koritima, dok dubrovački franjevci grade samostan i crkvu sv. Marka. Lokalni se stanovnici polako, ali sigurno, urbaniziraju te Korita postaju mali urbani gadić koji, među ostalim ima i vlastitu zlatarnicu. U obližnjoj se uvali grade magazini za ribu, ribarnica i mala luka za izvoz ribe u Dubrovnik, Bari i Brindisi.
Kula, izgrađena za praćenje i nadzor nad Mljetskim kanalom, kao središte gradića se obnavlja te Korita postaju od velikog značaja za Dubrovačku Republiku, koja je u Koritima napravila karantenu za ljude oboljele od kuge. Upravo iz tog razloga, Korita postaju ishodišno mjesto za mljetsku bolest.
Poslije 1770. godine započinje siromašenje Korita i njegovih obitelji. Zamiru ribarstvo, trgovina i pomorstvo, tako da krajem 18. stoljeća Korita prestaju biti gradić i postaju napušteno selo. Dodatni uzrok napuštanja sela je bila epidemija kuge koja je poptuno poharala naselje i okolicu.
Kasnijim naseljavanjem nekoliko obitelji iz dubrovačkog primorja Korita su opet zaživjela, no nikad nisu povratila stari sjaj. Od malog gradića, danas je to malo, izolirano i siromašno mjesto.

## Stanovništvo
Korita su kroz povijest bila jedno od većih naselja na otoku, a naselje je imalo status malog gradića. Propadanjem gospodarstva i iseljavanjem stanovnika u ubalna područja, poglavito krajem 20. stoljeća, Korita danas broje svega 74 stanovnika.
| broj stanovnika | 135   | 128   | 141   | 135   | 120   | 153   | 132   | 141   | 163   | 164   | 186   | 168   | 115   | 90    | 74    | 46    | 52    |
|                 | 1857. | 1869. | 1880. | 1890. | 1900. | 1910. | 1921. | 1931. | 1948. | 1953. | 1961. | 1971. | 1981. | 1991. | 2001. | 2011. | 2021. |

## Gospodarstvo
U prošlosti vrlo bogato naselje sa zlatarnicom, ribarnicom i radnjama za preradu vinove loze i maslina, izvozilo je svoje proizvode ponajprije u Dubrovnik. Propadanjem gospodarstva, zamiru sve grane gospodarstva pa se stanovništvo danas bavi poljoprivredom.

## Galerija
- Kula
- Kapela svetog Ilije
- Crkva Gospe od Brijega
- Kapela svetog Vida
- Stara mlinica